# Leif Engqvist
Leif Engqvist (ur. 30 lipca 1962 w Dalby) – szwedzki piłkarz grający na pozycji pomocnika.

## Kariera klubowa
Karierę piłkarską Engqvist rozpoczął w klubie Lunds BK. Do 1984 roku grał z nim w trzeciej lidze szwedzkiej. W 1985 roku przeszedł do Malmö FF i wtedy też zadebiutował w jego barwach w pierwszej lidze szwedzkiej. W 1988 roku wywalczył z nim swój pierwszy i jedyny tytuł mistrza Szwecji. Z kolei w 1989 roku wystąpił w wygranym 3:0 finale Pucharu Szwecji z Djurgårdens IF. W 1992 roku odszedł z Malmö i został zawodnikiem Trelleborgs FF. W 1993 roku w wieku 31 lat zakończył karierę sportową.

## Kariera reprezentacyjna
W reprezentacji Szwecji Engqvist zadebiutował w 6 sierpnia 1986 roku w wygranym 3:1 towarzyskim meczu z Finlandią. W 1990 roku został powołany przez selekcjonera Ollego Nordina do kadry na Mistrzostwa Świata we Włoszech. Tam był rezerwowym i rozegrał jedno spotkanie grupowe, przegrane 1:2 z Kostaryką. Od 1986 do 1990 roku rozegrał w kadrze narodowej 18 spotkań i zdobył dwa gole. Z kadrą olimpijską wystąpił na Igrzyskach Olimpijskich w Seulu.